# 上安村
上安村是位於台灣南投縣水里鄉南部的村，人口約1400人。
過去稱為「頂郡坑」，在設置水里鄉時才分設為郡坑村和上安村。台灣日治時期日本人在此建立「黑板農場」，帶入大量移民。另外因為上安村是客家人的移民所在，所以閩南人與客家人相處良好，在此劉、鄭、王、張、林、陳等姓為上安大姓。
以青梅、蔬菜、葡萄、香菇、臍橙、甜柿等農產為主要產業。另外上安為梅花產區，冬天時梅花盛放，還能吃到在地的梅子。
全村僅台21線（新中橫公路）可對外聯繫，由於位於山區，對外聯繫時常遭受風災破壞，因此轄內建立了吊橋「水里鵲橋」作為緊急時聯外通道，也成為上安村的景點。